# Tigirek-Kamm
Der Tigirek-Kamm oder Tigirezki-Gebirge (russisch Тигирецкий хребет) ist ein Gebirgszug an der kasachisch-russischen Grenze im nordwestlichen Altaigebirge.
Der Tigirek-Kamm erreicht eine maximale Höhe von 2299 m. Die Nordseite des Gebirgszugs wird von den beiden Tscharysch-Nebenflüssen Inja und Belaja entwässert. Das Gebirge besteht aus Graniten und Vulkaniten. In Höhen von 600-800 m herrscht Steppenvegetation vor. Bis Höhen von 1800 m kommt borealer Nadelwald aus Fichten, Lärchen und Sibirische Zirbelkiefern. Darüber erstreckt sich alpine Flora und Bergtundra. Am Nordhang in Russland befindet sich das Tigirek-Naturreservat (Тигирекский заповедник).